# Patamares (Bahá'í)

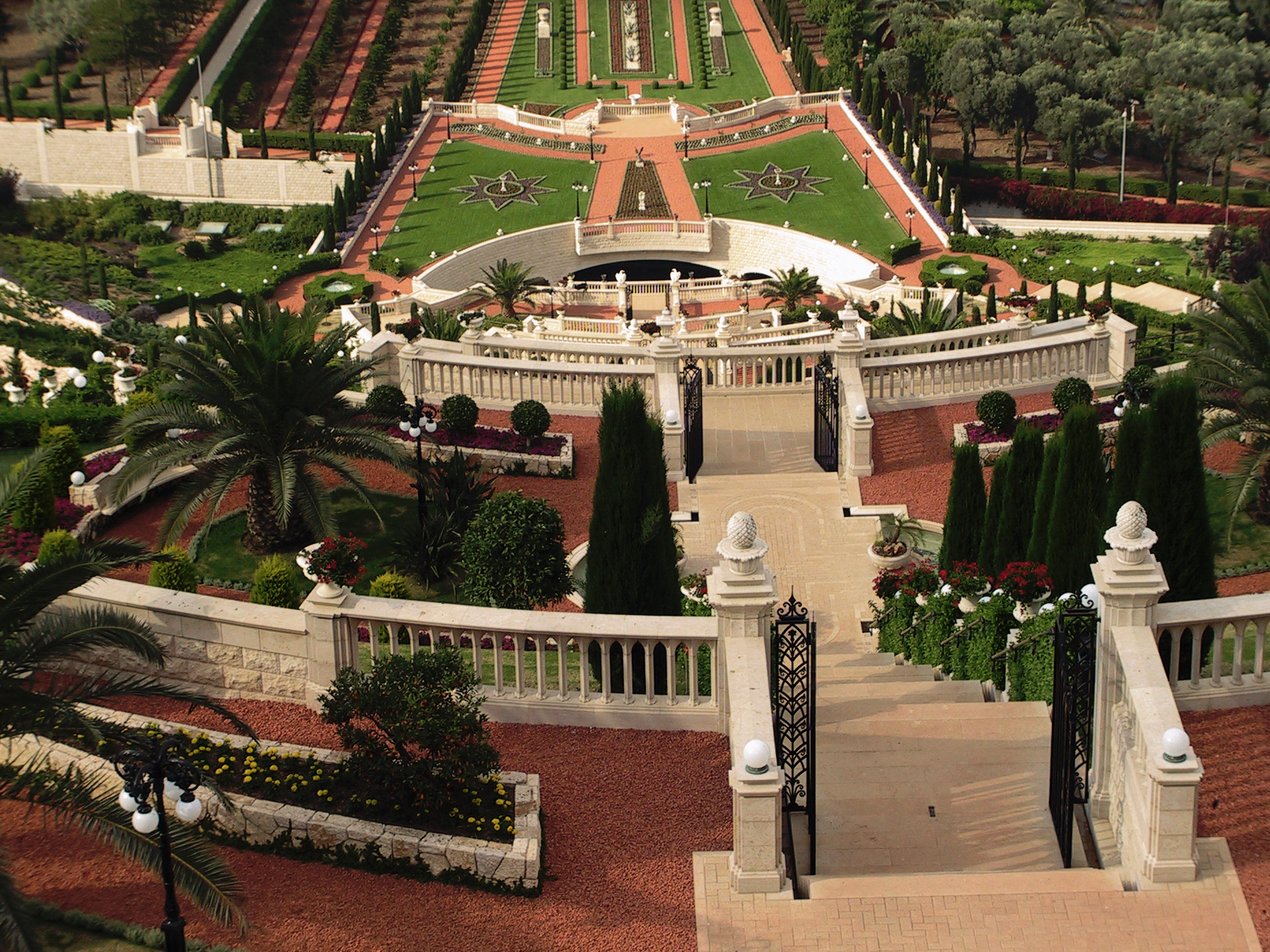
Alguns patamares acima do Santuário do Báb

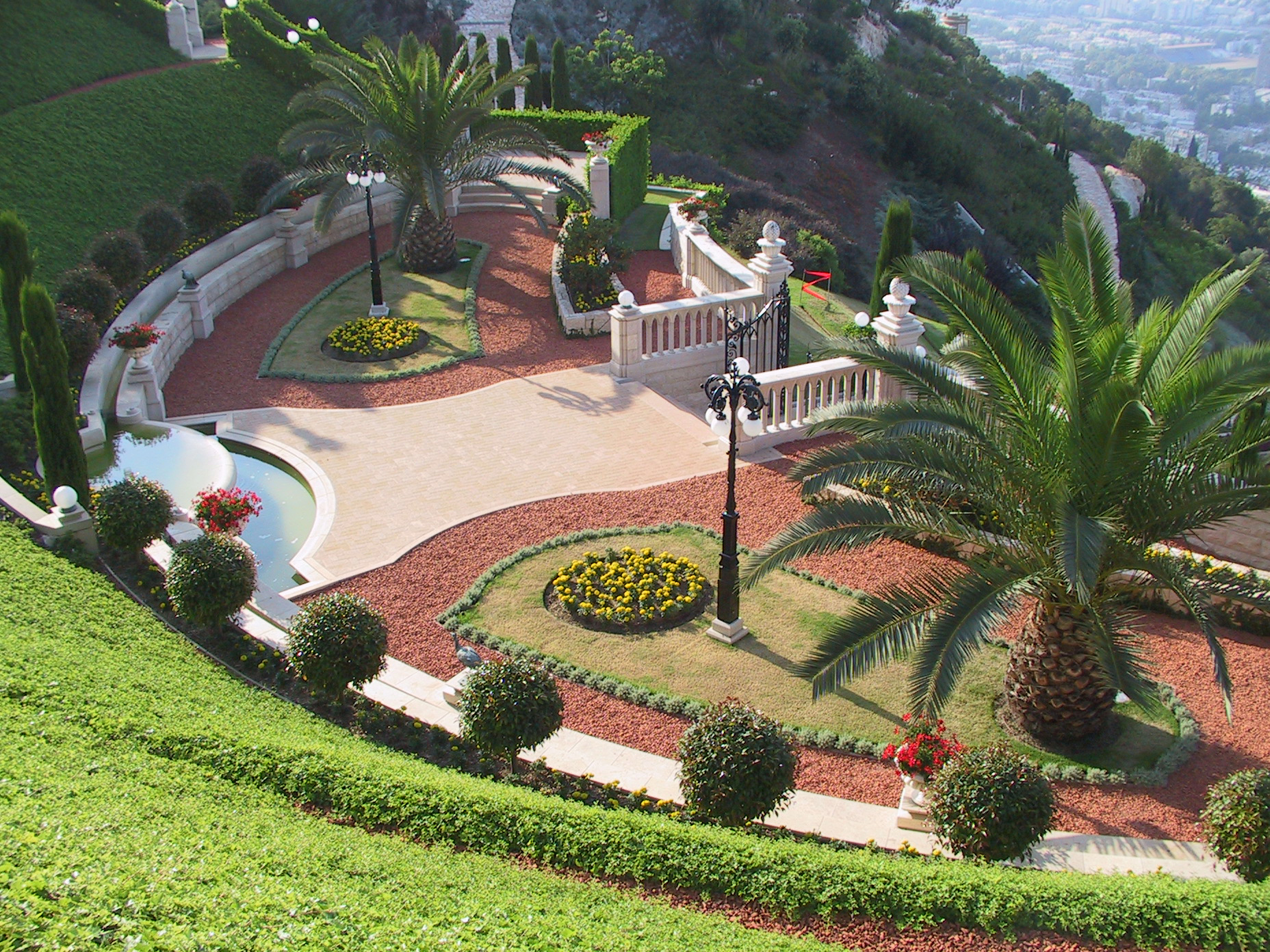
Um dos patamares de cima.

Os patamares ou terraços descritos na Fé Bahá'í são jardins dispostos em terraços, localizados no Santuário do Báb, no Monte Carmelo, em Haifa, Israel. Existem nove patamares antes (abaixo) e nove depois (acima) do Santuário do Báb. Os Jardins Suspensos de Haifa foram descritos como sendo a Oitava Maravilha do Mundo e são um dos pontos turísticos mais visitados de Israel. O arquiteto é o iraniano Fariborz Sahba, que atualmente vive no Canadá. 
Os patamares representam os primeiros dezoito discípulos do Báb, quem designou o título de "Letras da Vida" ou "Letras do Vivente".
Nove círculos concêntricos organiza a geometria dos dezoito patamares. Pois pela identificação de "círculos", pressupõe um centro, dessa forma, os patamares são concebidos como sendo gerados do Santuário do Báb. Os dezoito patamares, mais o patamar do Santuário do Báb, representa 19 patamares no total. O número 19 tem grande significação, na religião Babí e Bahá'í.

## Link
- The Bahá'í Gardens